# Neufmaison (Belgique)
Pour les articles homonymes, voir Neufmaison.
Neufmaison (en wallon Neufmaizon) est une section de la ville belge de Saint-Ghislain, située en Région wallonne dans la province de Hainaut.
C'était une commune à part entière avant la fusion des communes de 1977.

## Étymologie
- vient de nova deomus…

## Géographie

### Situation
Village très fortement agricole, Neufmaison présente une altitude variante de 67 m au nord jusqu'à 88 m au sud est de son territoire.
Il est situé à 4 km de Belœil, à 7 km de Chièvres, à 15 km d'Ath et à 21 km de Mons.

## Évolution démographique
- Sources : INS, Rem. : 1831 jusqu'en 1970 = recensements, 1976 = nombre d'habitants au 31 décembre.

## Liste des bourgmestres de 1830 à 1977
- Osvald Nottez, de 1939 à 1951.

## Personnages célèbres
- Osvald Nottez, géomètre juré, agriculteur et bourgmestre de Neufmaison de 1939 à 1951.